# گابوریانهازا
گابوریانهازا (به مجاری:  Gáborjánháza) یک منطقهٔ مسکونی در مجارستان است که در ناحیه لنتی واقع شده‌است.